# Lucerne (Wyoming)
Lucerne – jednostka osadnicza w Stanach Zjednoczonych, w stanie Wyoming, w hrabstwie Hot Springs.